# Мышонок приходит на ужин
«Мышонок приходит на ужин» (англ. The Mouse Comes to Dinner) — восемнадцатый эпизод в серии короткометражных мультфильмов «Том и Джерри». Эпизод был выпущен 5 мая 1945 года.

## Сюжет
Мамочка-Два Тапочка созывает званый ужин. Джерри вылезает из своей норы и обследует комнату, пока Мамочка достаёт и раскладывает тарелки. Мамочка довольна таким прекрасным столом и уходит в другую комнату, надеясь, что со столом ничего не случится к приходу гостей. Когда она ушла, из горшка с домашним растением вылезает Том. Он хочет позвать на ужин Тутс, звонит ей по телефону, и та соглашается прийти.
Том заставляет Джерри прислуживать за столом во время того, как Том будет ужинать с Тутс. Если «лакей поневоле» недостаточно расторопен, Том подгоняет его тычком вилки в зад. Джерри сильно обижается, и когда Том заставляет его дуть на борщ в ложке, Джерри залезает в ложку и плюется горячим борщом в Тома. Рассерженный за ослушание Том несёт ложку с Джерри к горящей свече. Он нагревает ложку снизу, и мышонок с обожжёнными пятками и задом, прыгает в масло для охлаждения. Тем временем заскучавшая Тутс предлагает коту хлеб, а Джерри пользуется моментом и вставляет хвост Тома между двумя кусками хлеба. Том слишком занят Тутс и кусает «сэндвич с хвостом». Джерри повторяет то же самое, делая «торт» из хвоста, ананаса и крема с вишней. Том видит «торт» и опять кусает свой хвост. Разъярённый кот использует хвост Джерри как штопор для открывания шампанского. Том наливает шампанское: себе и Тутс, и залпом выпивает свой (для храбрости). Затем Том дважды пытается обнять кису, но та не обращает на него внимания. Том выжидает момент и всё-таки заключает Тутс в объятия. Но та достает «усмиритель волков» (газовый ключ) и бьет им Тома. Джерри дразнит Тома, дерзко целуя огурец, и раздражённый кот заставляет Джерри откусить от сигары кусок, а потом зажигает спичку о седалище Джерри, чтобы раскурить сигару. Мышонок мстит Тому, бросив в него пирог. Том в ответ бросает в мышонка пирог, но попадает в Тутс. Та в гневе бросает в Тома пироги, но с четвёртой попытки попадает. Том хватает Джерри и пытается укусить его, но Джерри вытаскивает язык кота, и Том прикусывает собственный язык. Джерри прыгает внутрь потрошёной индейки, и Том прокалывает индейку ножами насквозь. Джерри стоит за Томом и имитирует крики боли, но Том слышит крики. Кот оглядывается назад и видит мышонка. Том тыкает Джерри острым кончиком ножа, и тот заворачивается в хвост Тома, и кусает его. Кот с воплем взлетает в воздух и чуть не приземляется на подставленный Джерри нож, изогнувшись и «затормозив» в воздухе (типичный гэг в мультфильмах), но зато он приземлился рядом с ним. Джерри разбивает бутылку об стол и Том чуть не врезается задом в острую «розочку», получившуюся из бутылки. Кот укрывается за миской с пуншем, и в него попадают два хлебных рулета, брошенных Джерри. Том съедает оба и просит ещё. Джерри кладет в третий рулет солонку и бросает его в Тома — тот подавился. Немного позже Джерри незаметно вставляет хвост Тома в канделябр вместо свечки и поджигает кончик хвоста. Ничего не подозревающий Том прикуривает об свой горящий хвост сигарету, и тут осознает, что горит. В попытке потушить пламя, кот собирается сесть в ведро со льдом, но Джерри подставляет ему подставку для подогрева. Том умиленно смотрит на Тутс, чует горелый запах и говорит: «Что готовим?» Тутс отвечает: «Тебя, глупый!» Том понимает, что его жарят, взлетает до потолка, падает прямо на стол потеряв сознание. Тутс и Джерри отпускают его плавать в миске с пуншем, написав на нём маслом «Флот США: судно „Непотопляемый“». Кот-корабль тонет в пунше, несмотря на имя, которое ему дали.

## Факты
- Внешний облик Тутс позаимствован из эпизода «Котик и гулянка», первого с её участием.
- Тутс и Джерри могут любить друг друга.
  - Собственно, в эпизоде «Котик и гулянка» Том поначалу нравился Тутс, пока не напугал её случаем с музыкальным проигрывателем.
- «Усмиритель волков» является отсылкой к «Red Hot Riding Hood».
- Американцы образно называют «волком» того, кого мы называем «кобелём».
- В этой серии Тутс и Джерри победили.

## Цензура
- Сцены с Мамочкой-Два Тапочка были вырезаны для показа в Америке. Вырезанная версия начинается с того, что Том вылезает из-за растения. Для показа в Европе Мамочка была просто передублирована.